# جكاوك (طائرة تدريب)
جكاوك: هي طائرة خفيفة للتدريب والإستطلاع ذات مقعدين وبمحرك واحد إيرانية الصنع. حيث تم تصميمها وإنتاجها من قِبَل الصناعات الدفاعية الإيرانية وبالتعاون مع الشركات المعرفية. وقد إنضمت هذه الطائرة سنة 2019م إلى أسطول الطيران التابع للقوة الجوية في بحرية الجيش الإيراني في مدينة بندر عباس الساحلية عاصمة محافظة هرمزغان جنوب جمهورية إيران. وهي قادرة على الطيران على إرتفاع 14000 قدم فوق مستوى سطح البحر لمدة 4 ساعات ونصف بسرعة 280 كيلومتراً في الساعة. وبتصميم وتصنيع هذه الطائرات التدريبية المتطورة، تُعَد جمهورية إيران من الدول القلائل التي تحوز هذه التقنية الجوية. يُذكَر ان الخبراء والفنيون العسكريون الإيرانيون حققوا تقدماً كبيراً في السنوات الأخيرة في تصنيع مجموعة واسعة من المعدات المحلية، مما جعل القوات المسلحة الإيرانية مكتفية ذاتياً في مجال الأسلحة والمعدات العسكرية.

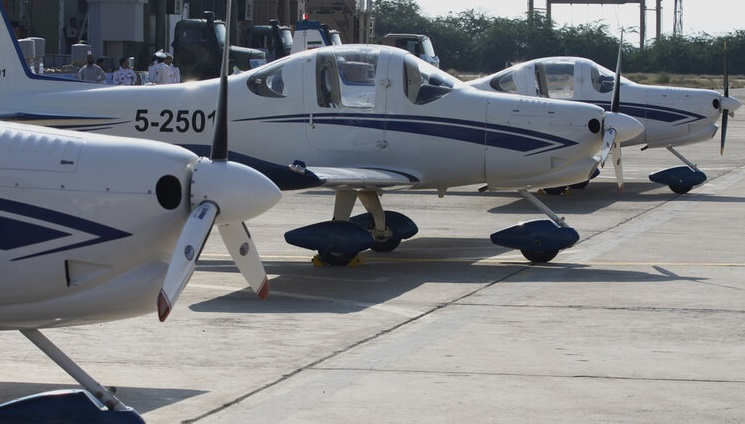
طائرة جكاوك التدريبية الإستطلاعية

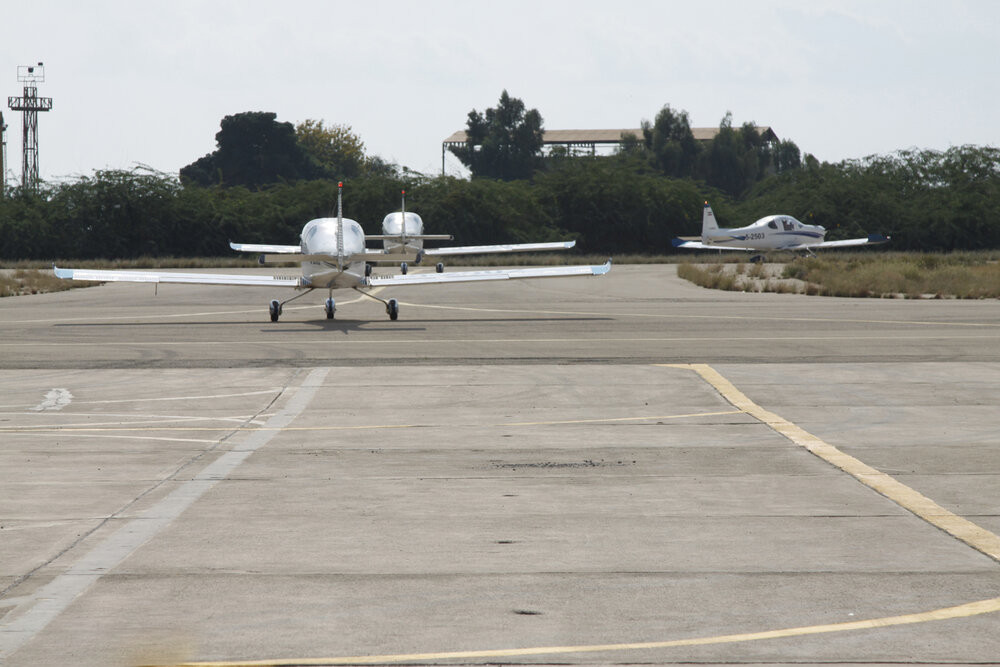
طائرة جكاوك التدريبية الإستطلاعية قبل الإقلاع

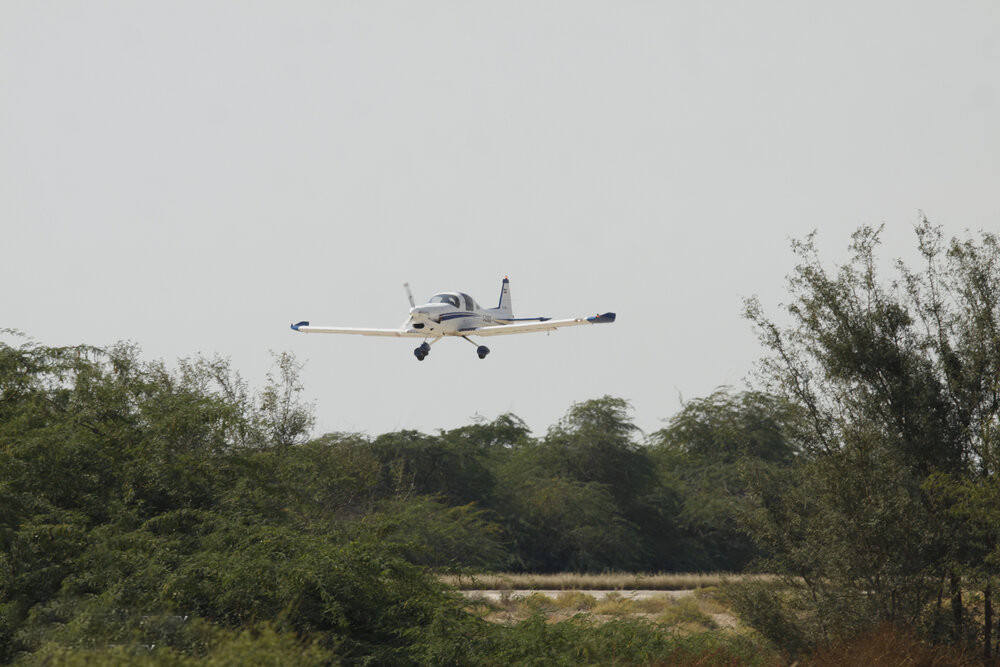
طائرة جكاوك التدريبية الإستطلاعية بعد الإقلاع

## نبذة مختصرة عن صناعة الطائرات التدريبية الإيرانية
تُعتبَر عملية تدريب الطيارين العسكريين أحد أكثر الوظائف العسكرية حساسية، حيث تتم هذه العملية على عدة مراحل وباستخدام العديد من برامج المحاكاة النظرية والعملية المتقدمة، حيث تساعد تلك البرامج المتدربين على التحليق بطائرات بسيطة ومن ثم متقدمة، تليها طائرات نفاثة متطورة، وعند إجتياز المتدرب كل هذه المراحل بنجاح، يُسمَح له بالتحليق بمقاتلة عسكرية حقيقية. وعلى هذا الأساس تمكنت جمهورية إيران من تصميم وإنتاج العديد من طائرات التدريب، كطائرة (ياسين) العسكرية التدريبية المتطورة، والتي تم الإعلان الرسمي عنها من قِبَل وزارة الدفاع الإيرانية يوم الخميس 17 أكتوبر/ تشرين الأول 2019م. وحضر مراسم الكشف عن الطائرة في قاعدة  (الشهيد نوجه) في همدان غربي جمهورية إيران كلٌ من وزير الدفاع العميد أمير حاتمي وقائد سلاح الجو التابع للجيش الإيراني العميد طيار نصير زادة ومساعد الرئيس الإيراني للشؤون العلمية والتقنية سورنا ستاري. تتمتع الطائرة ياسين النفاثة محلية الصنع 100%. بطولها البالغ 12 متر، وإرتفاعها 4 أمتار، ويبلغ وزن حملوتها 5 أطنان ونصف الطن، وبإمكانها الإقلاع حتى إرتفاع 12 كيلومتر. اما فاصلة رأس جناحي النفاثة يبلغ 10 أمتار، وتبلغ مساحتها 24 متر مربع. وتم تصنيعها بشكل تتمكن من الإقلاع والهبوط بسرعة لا تزيد عن 200 كيلومتر في الساعة لتكون ضمن أفضل الطائرات التدريبية. إضافةً إلى ان سرعتها في مستوى البحث تقارب سرعة الصوت أيضاً.
 بالإضافة إلى ذلك فقد تمكنت جمهورية إيران أيضاً من تصميم وإنتاج طائرة (جكاوك) التي تمت صناعتها بأيدي إيرانية مئة بالمئة لتنضم بدورها إلى القوة البحرية للجيش الإيراني بنهاية العام 2019م. وبذلك تكون إيران قد دخلت نادي الدول المصنعة والمستخدمة للطائرات التدريبية والإستطلاعية.

## إنضمام طائرة جكاوك للقوة البحرية
كشفت البحرية الإيرانية في السنوات القليلة الماضية النقاب عن معدات عسكرية جديدة مختلفة محلية الصنع وتجهيزها بمناسبة يوم البحرية الإيرانية. ففي سنة 2019م وبالتوازي مع أسبوع البحرية وبرعاية قائد البحرية الإيرانية الأدميرال حسين خانزادي كشفت جمهورية إيران عن طائرتها التدريبية جكاوك إيرانية الصنع، حيث تم تسليم ثلاث طائرات تدريبية-إستطلاعية محلية الصنع من طراز جكاوك لأسطول الطيران البحري الإيراني في حفل أقيم في مدينة بندر عباس الساحلية الجنوبية يوم الثلاثاء 3 ديسمبر 2019م.

## مواصفات الطائرة
تعمل طائرة جكاوك بمحرك مكبس من طراز (Rotax 914F3) وبقوة 114 حصاناً (85 كيلو وات)، وبمروحة ثلاثية الشفرات. ويبلغ سعر الواحدة منها حوالي 195000 يورو. وهذه الطائرة الجديدة المصنعة من قبل الصناعات الدفاعية الإيرانية قادرة على التحليق لارتفاع 14 ألف قدم عن سطح البحر وبسرعة 280 كم/ ساعة. وبإمكان هذه الطائرة التدريبية ذات المقصورة بطيارين ومحرك واحد التحليق لفترة 4.5 ساعة بصورة متواصلة.

## معرض الصور

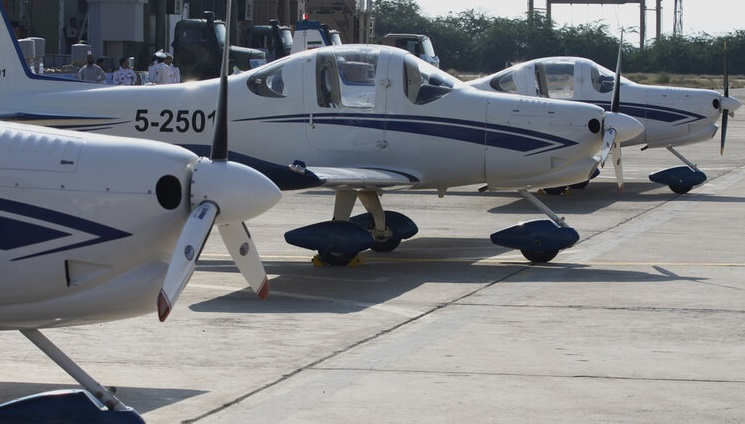
طائرة جكاوك التدريبية الإستطلاعية

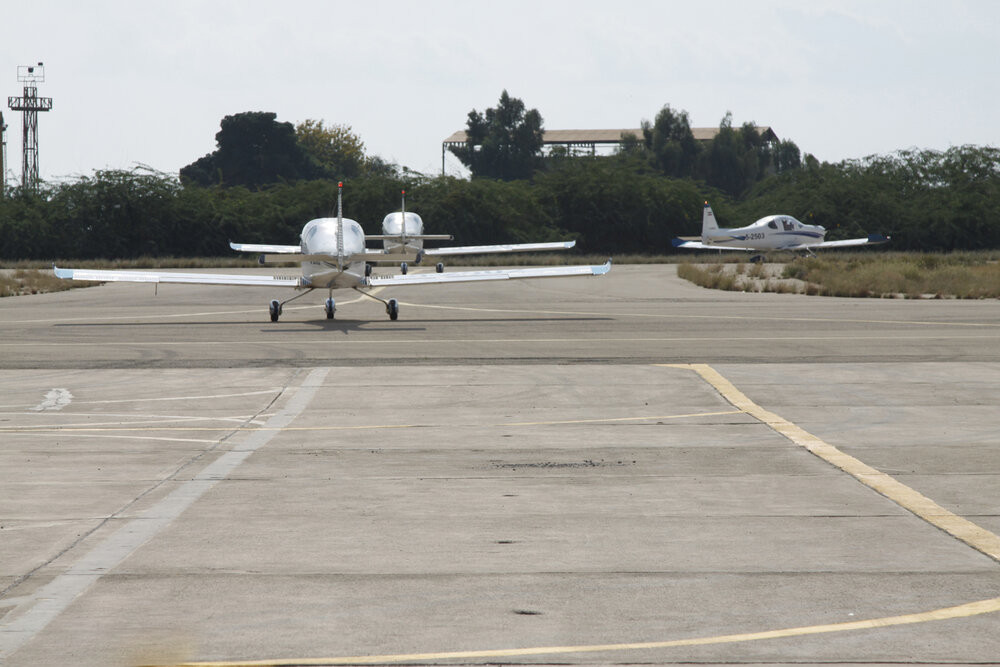
طائرة جكاوك التدريبية الإستطلاعية قبل الإقلاع

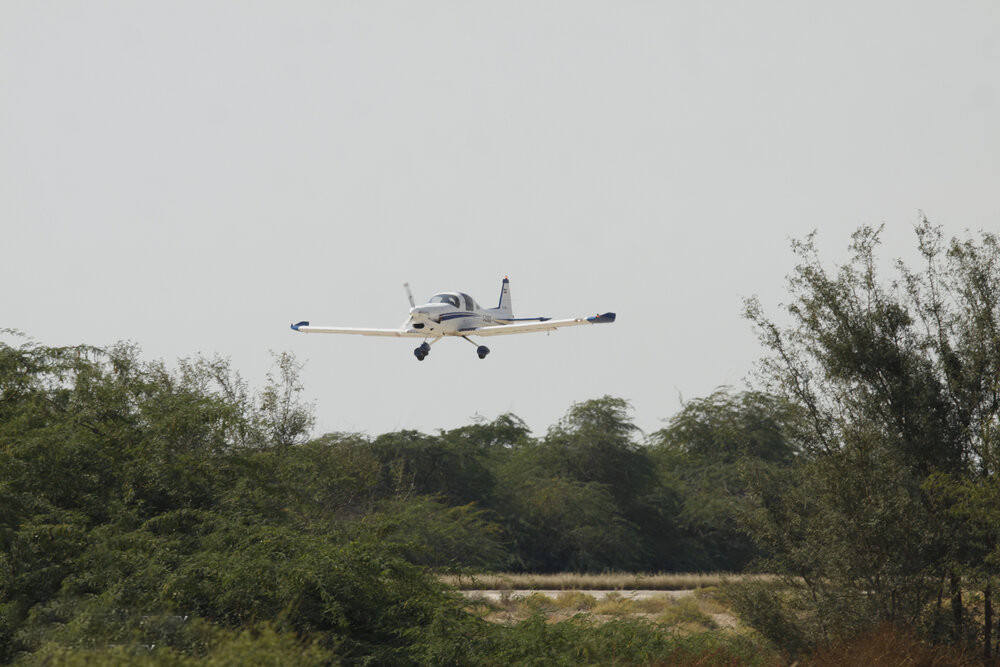
طائرة جكاوك التدريبية الإستطلاعية بعد الإقلاع

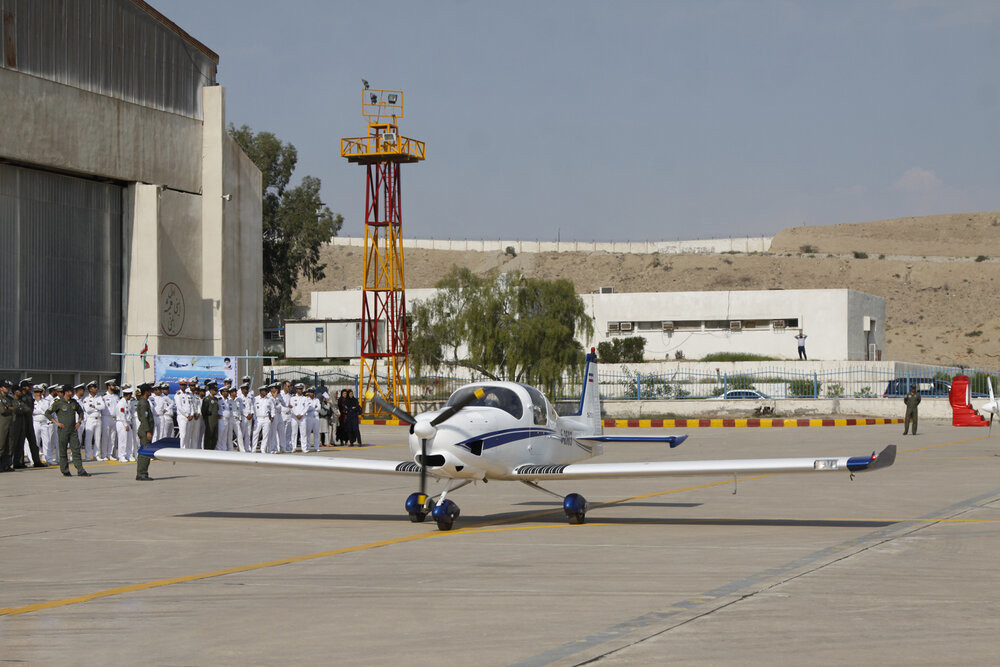
طائرة جكاوك أثناء عرضا أمام مجموعة من القيادات العسكرية

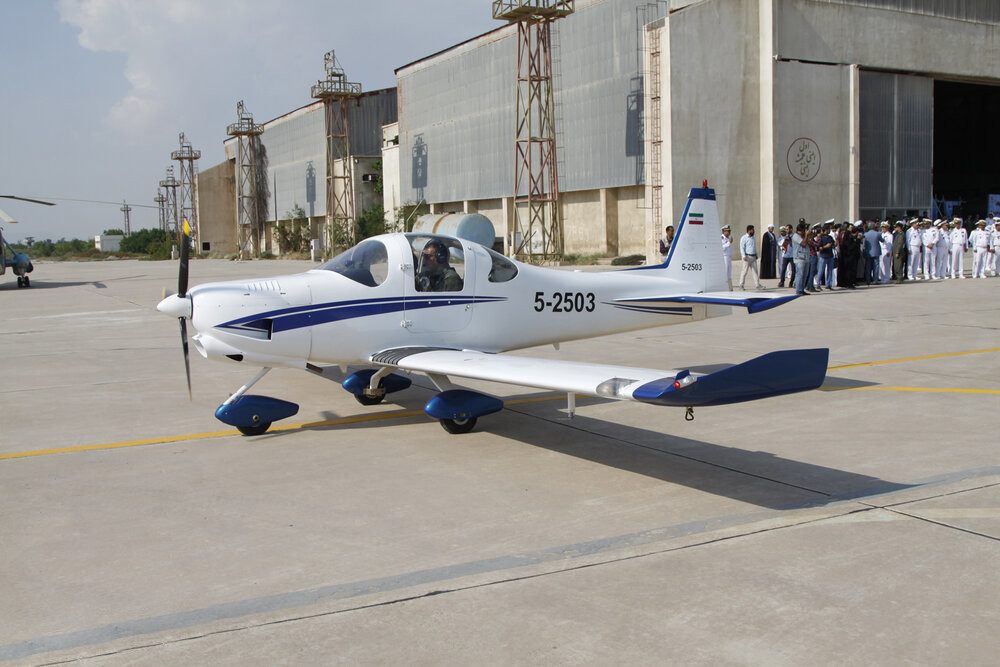
طائرة جكاوك التدريبية الإستطلاعية

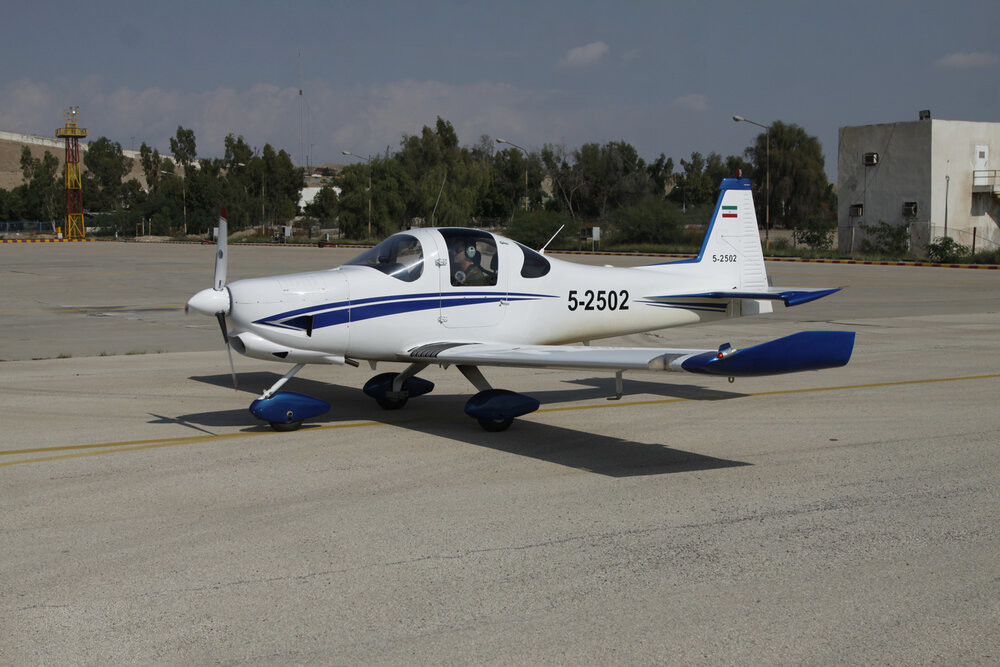
طائرة جكاوك التدريبية الإستطلاعية

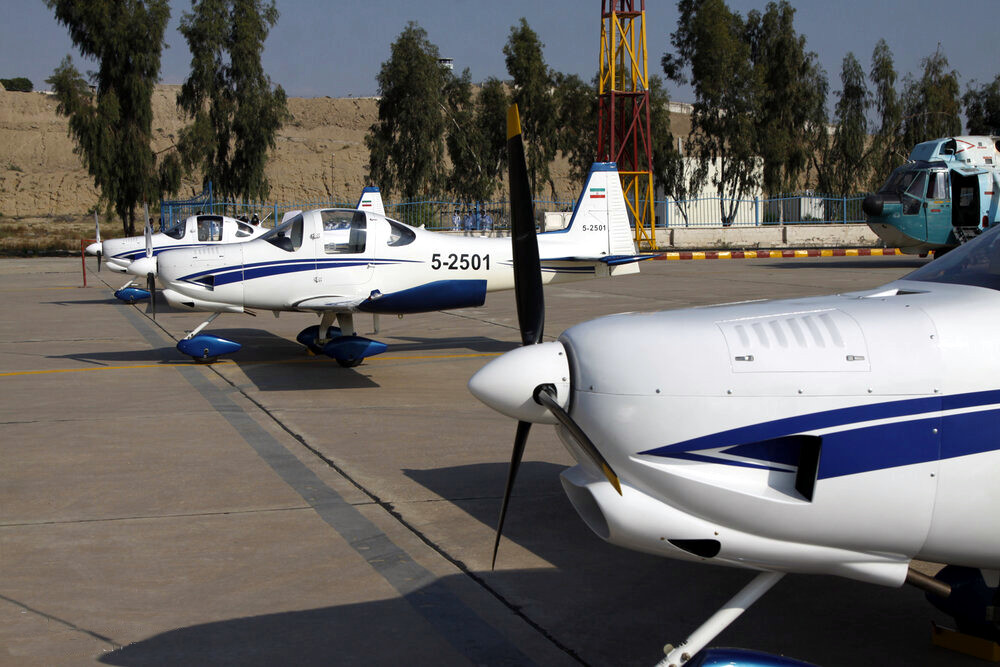
طائرة جكاوك التدريبية الإستطلاعية

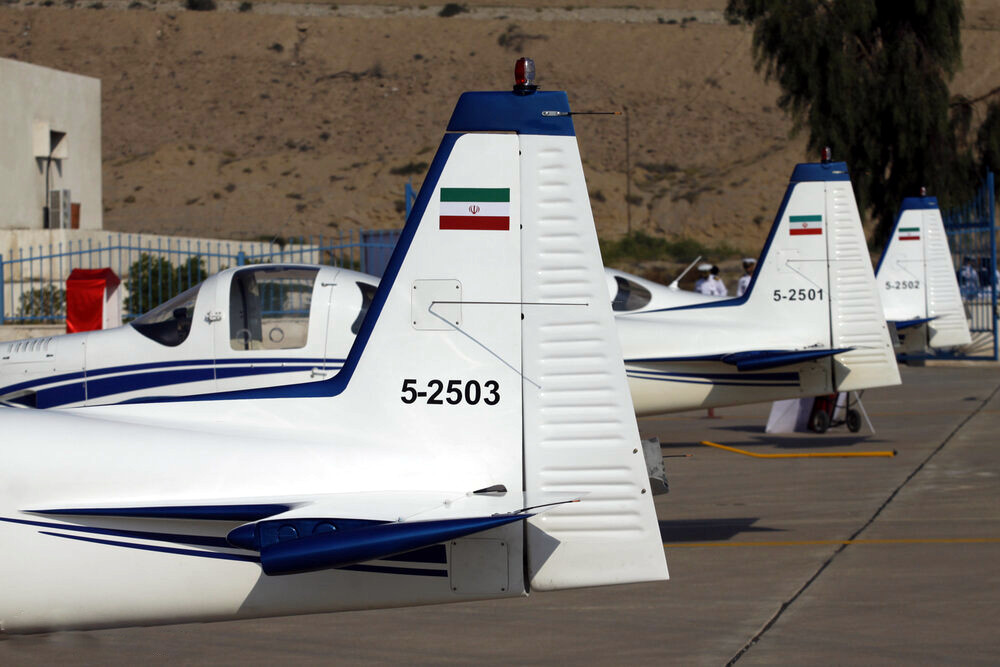
طائرة جكاوك التدريبية الإستطلاعية

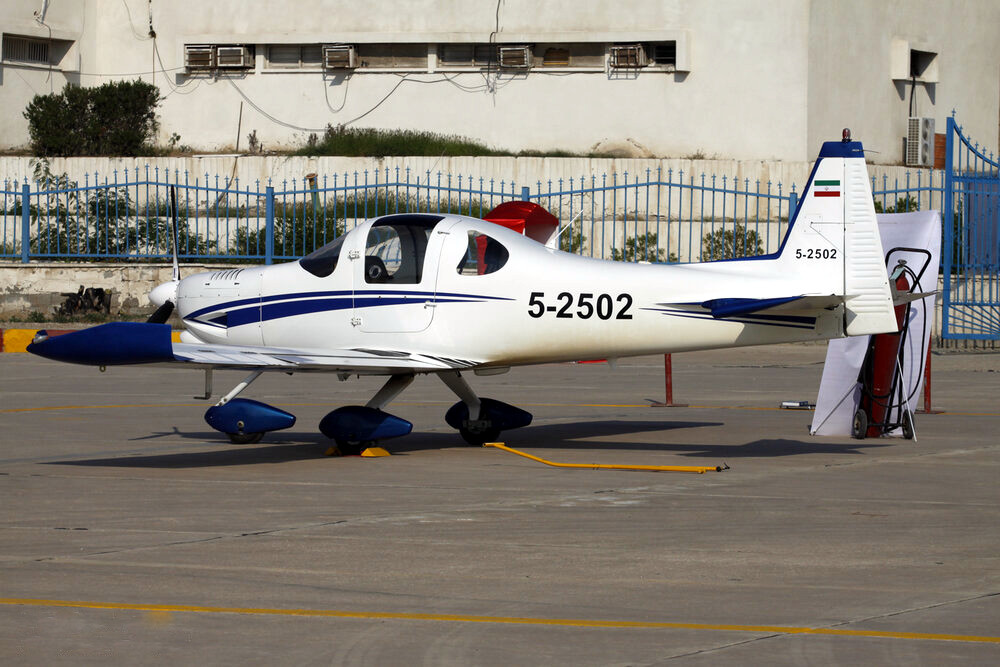
طائرة جكاوك التدريبية الإستطلاعية

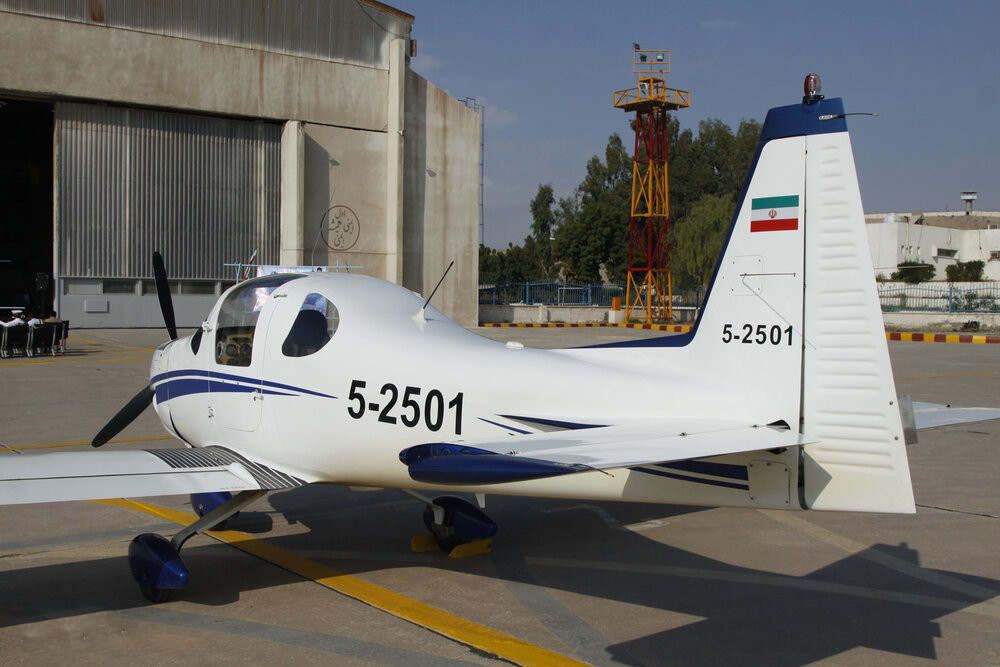
طائرة جكاوك التدريبية الإستطلاعية

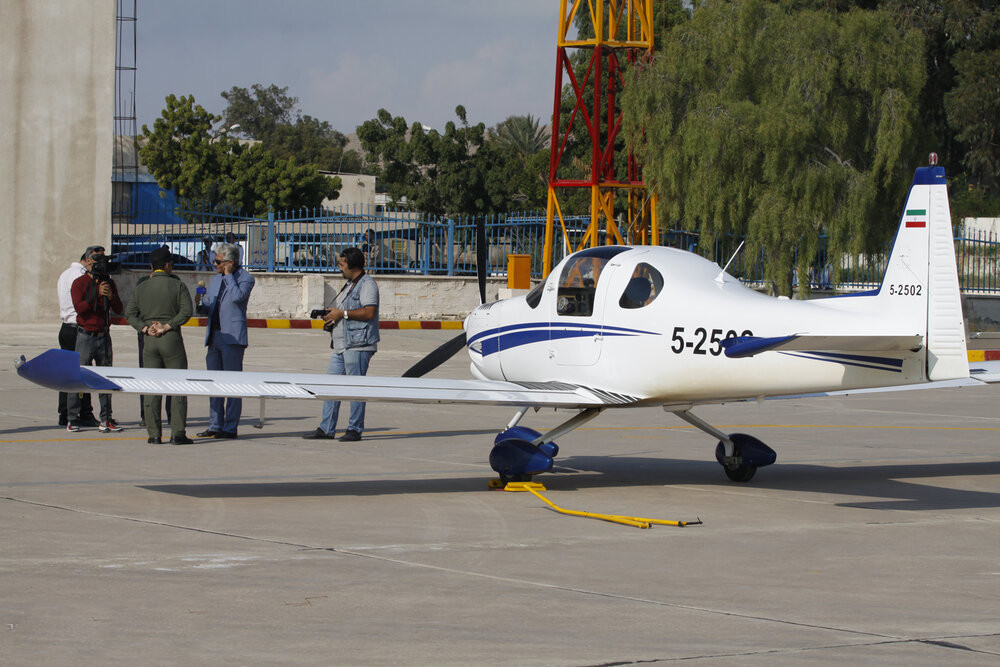
طائرة جكاوك التدريبية الإستطلاعية

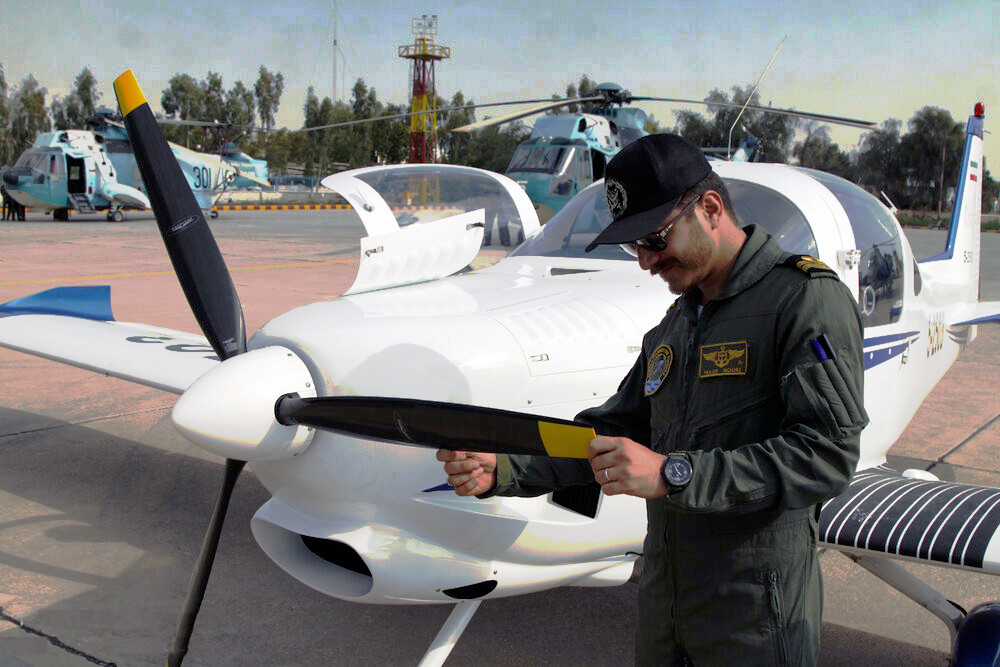
طائرة جكاوك التدريبية الإستطلاعية

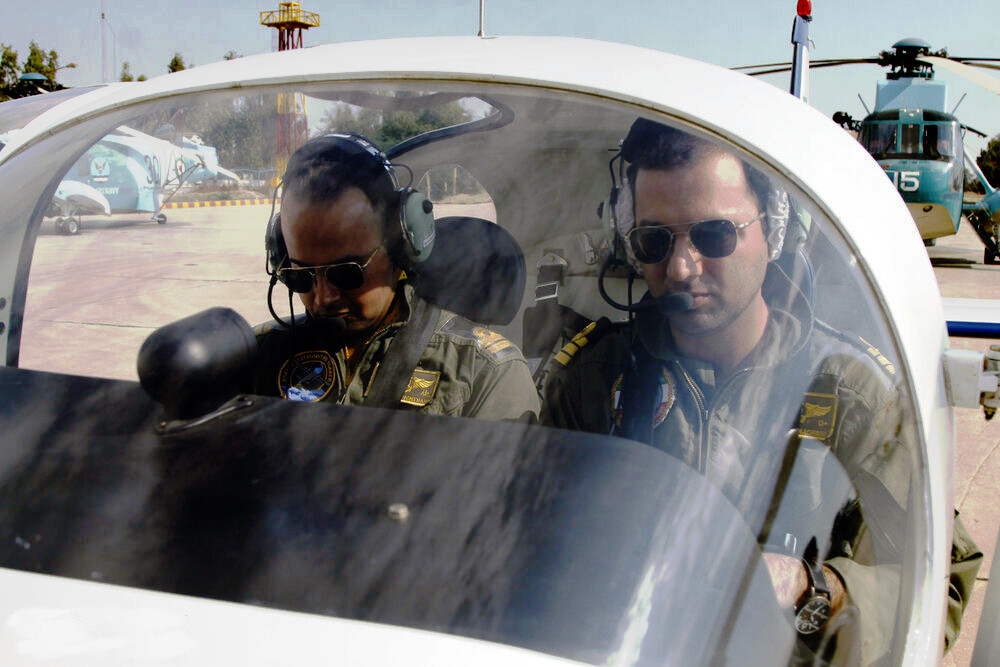
طائرة جكاوك التدريبية الإستطلاعية

## ردود أفعال
إيران: قال قائد القوات البحرية للجمهورية الإسلامية الإيرانية الأدميرال حسين خانزادي في حفل تسليم ثلاث طائرات إيرانية الصنع من طراز جكاوك: «كان لدى البحرية سلسلة من الطائرات الخفيفة في السنوات الأولى للثورة، تم التخلي عن الكثير منها بعد الثورة، وإذا لم يتم تلبية هذه الحاجة، لكان هناك العديد من المشاكل الإلكترونية التي سوف نواجهها ومن ضمنها الحرب الإلكترونية البحرية». وأضاف خانزادي: «ستنتقل إحتمالات الحرب الإلكترونية من الساحل إلى البحر وستفتح مناطق جديدة لمواجهة العدو وخلق الردع، لذا فإن قيمة الإشراف على الحرب الإلكترونية هي قيمة إستراتيجية للبحرية، ونتوقع أن نرى قفزة كبيرة في هذا المجال».